# Arenivaga hopkinsorum
Arenivaga hopkinsorum (лат.) — вид песчаных тараканов-черепашек рода Arenivaga из семейства Corydiidae (или Polyphagidae). Обнаружены в Северной Америке: Мексика (пустыня Сонора) и штат Аризона (США). Этот вид назван в честь родителей автора описания, Ричарда и Альберты Хопкинс (Richard и Alberta Hopkins), «с глубокой благодарностью за необыкновенное детство; и за всю поддержку с тех пор».

## Описание
Среднего размера тараканы овально-вытянутой формы: длина тела 15,5—22,3 мм; наибольшая ширина тела (GW) 7,6—10,3 мм; ширина пронотума (PW) около 6 мм; длина пронотума (PL) около 4 мм. Соотношение длины тела к его наибольшей ширине у голотипа (TL/GW) 1,99. На голове два крупных выступающих оцеллия (0,40 × 0,30 мм). Основная окраска коричневая. Пронотум светло-коричневый; дорсальная поверхность пронотума с короткими оранжево-коричневыми волосками, которые толще и длиннее латерально; пронотальный рисунок темно-коричневый, у некоторых экземпляров настолько тёмный, что скрывает детали; слабая боковая и передняя аура. Присутствуют два когтя на лапках. Ноги и тело светло-коричневые; стерниты многих экземпляров с тонкой коричневой линией и коричневыми пятнами сбоку; субгенитальная пластинка светло-коричневая; асимметричная с особенно глубокой центральной выемкой и угловатыми вершинами. Крылья вытянуты далеко за вершину брюшка (до 50 % длины крыла); пятнистость от средней до тёмно-коричневой в зависимости от экземпляра; поверхность матовая и непрозрачная. Arenivaga hopkinsorum можно спутать с Arenivaga adamsi, но отличить их можно по строению гениталий: по наличию двух крупных шипов (и иногда небольшого третьего шипа) на медиальном крае правого дорсального фалломера.
Все детали биологии остаются неисследованными. Питаются, предположительно, как и другие виды своего рода, микоризными грибами, листовым детритом пустынных кустарников и семенами, собранными млекопитающими. В надземных условиях живут только крылатые самцы (отличаются ярко выраженным половым диморфизмом: самки рода Arenivaga бескрылые, внешне напоминают мокриц). Вид был впервые описан в 2014 году американским энтомологом Хейди Хопкинсом (Heidi Hopkins).